# Baasistický Irák
Baasistický Irák, oficiálně Republika Irák (arabsky جمهورية العراق), předtím Irácká republika (arabsky الجمهورية العراقية), je název pro irácký stát mezi lety 1968 až 2003 za vlády arabské socialistické strany Baas. Toto období začalo vysokým hospodářským růstem a stoupající prosperitou, ale skončilo politickou, ekonomickou a sociální stagnací. Průměrný roční příjem se snížil z důvodu několika vnějších faktorů a několika vnitřních politik režimu.

## Historie
Irácký prezident Abdul Rahman Arif a irácký premiér Tahir Jahíja byl sesazen během státního převratu 17. července 1968, který vedl Ahmed Hassan al-Bakr ze strany Baas, jejíž byl vůdcem spolu se Saddámem Husajnem. Husajn se přes svůj post šéfa zpravodajské služby strany stal de facto vůdcem země v polovině 70. let a de iure až v roce 1979, kdy nahradil Al-Bakra. Během de iure vlády Al-Bakra ekonomika rostla a Irák získal významné postavení mezi arabskými zeměmi. Ale vnitřní faktory stabilitu země ohrožovaly, mezi nimi konflikt země s Íránem a frakcemi šíitské muslimské komunity. Externím problémem byl pohraniční konflikt s Íránem, který vedl k íránsko-irácké válce.